# Язмухаммедова, Майса Мередовна
Майса Мередовна Язмухаммедова (туркм. Ýazmuhammedowa Maýsa Meredowna; род. 1971, Иолотань) — туркменская государственная деятельница. В прошлом дважды была на должности заместителя Председателя Кабинета Министров Туркменистана по вопросам культуры и СМИ.

## Биография
Родилась в 1971 году в городе Иолотань Иолотанского района Марыйской области Туркменской ССР.
С 1994 по 2002 год работала в школе № 15 города Ашхабада в должности заместителя директора по учебно-воспитательной работе.
С 2003 по 2005 год — заместитель директора по учебно-воспитательной работе и директор специализированной средней школы имени Героя Туркменистана Гурбансолтан эдже города Ашхабада.
С 2005 по февраль 2007 года — заместитель хякима Ахалского велаята по образованию, культуре, здравоохранению и спорту. Данную должность занимала, когда хякимом Ахалского велаята был А. Мурадкулиев, в октябре 2006 года обвинённый во взяточничестве и отстранённый от должности. После этого она была заместителем у К. Оразмурадова.
С 2006 по 2007 год была членом Центральной комиссии по выборам и проведению референдумов в Туркменистане.
C 23 февраля по 13 июля 2007 года — после победы на выборах Гурбангулы Бердымухамедова была назначена председателем Национального центра профсоюзов Туркменистана. Одновременно, с июня 2007 года — председатель Союза женщин Туркменистана имени Героя Туркменистана Гурбансолтан эдже.
С 13 июля 2007 года — заместитель председателя Кабинета министров Туркменистана по вопросам культуры и СМИ. В январе 2011 года получила выговор, в сентябре 2011 года строгий выговор от Президента Туркменистана за недостатки в работе.
С 18 февраля 2012 года — председатель Центрального совета Союза женщин Туркменистана.
С 23 февраля 2013 года единогласным решением избрана председателем Национального центра профсоюзов.
В июне 2013 года избрана депутатом Меджлиса Туркменистана от избирательного округа № 7 города Ашхабада.
13 апреля 2014 года освобождена от должности председателя Национального центра профессиональных союзов и председателя Центрального совета Союза женщин в связи переходом 4 апреля 2014 года на должность заместителя Председателя Кабинета министров Туркменистана по вопросам культуры и СМИ.
8 апреля 2016 года освобождена от должности заместителя председателя Кабинета министров Туркменистана.

### Образование
В 1994 году окончила Туркменский национальный институт мировых языков имени Д. Азади по специальности учитель русского языка и литературы.